# Barbara Nascimbene
Barbara Nascimbene, née Barbara Nascimben à Rome le 28 septembre 1958 et morte dans la même ville le 17 septembre 2018, est une actrice italienne active principalement entre 1975 et 1995.

## Biographie
Fille d'un chef d'orchestre et d'un compositeur d'orchestre, Barbara Nascimbene fait ses débuts très jeune dans le film L'esorciccio (it), dans lequel elle joue la parodie de Linda Blair de L'Exorciste.
Elle travaille avec Lino Banfi sur le film La liceale seduce i professori. Son dernier film est Identification d'une femme de Michelangelo Antonioni.
En 1984, elle travaille pour la télévision dans la série Nata d'amore de Duccio Tessari, I due prigionieri d'Anton Giulio Majano et Il ricatto (it) de Tonino Valerii. Sa dernière apparition date de 1994 dans L'ispettore Sarti de Giulio Questi.
Elle a eu une longue relation avec le chanteur Massimo Ranieri, auquel elle a été liée pendant près de 10 ans et une brève relation avec Miguel Bosé, avec qui elle a tourné sur le film Il garofano rosso (it).
Elle est morte le 17 septembre 2018 à l'hôpital San Camillo de Rome, après une brève maladie.

## Filmographie partielle

### Cinéma
- 1975 : L'esorciccio de Ciccio Ingrassia
- 1976 : La padrona è servita de Mario Lanfranchi
- 1976 : Garofano rosso de Luigi Faccini
- 1979 : La liceale seduce i professori de Mariano Laurenti
- 1982 : Identification d'une femme (Identificazione di una donna) de Michelangelo Antonioni

### Télévision
- 1984 : Nata d'amore - mini-série TV, 3 épisodes
- 1985 : I due prigionieri - film TV
- 1989 : Il ricatto - série TV, 5 épisodes
- 1994 : L'ispettore Sarti - Un poliziotto, una città - série TV, 1 épisode